# Мальони, Джоваккино
Джоваккино Мальони (итал. Giovacchino Maglioni; 26 июля 1808, Понтассьеве — 1888, Флоренция) — итальянский пианист, органист и музыкальный педагог.
Сын органиста Винченцо Мальони; его дядя Антонио Мальони был капельмейстером собора в Сардзане. С 12 лет учился у своего дяди, в возрасте 24 лет обосновался во Флоренции. В 1834 году основал в городе частный кружок ансамблевого музицирования, просуществовавший долгие годы; в этом кружке происходила, среди прочего, популяризация старинной итальянской инструментальной музыки (Пьетро Локателли, Джузеппе Тартини и др.). В 1877 году учредил также цикл духовных концертов во флорентийской церкви Сан-Барнаба (с 1881 года передав руководство ими своему сыну Фердинандо). Долгое время преподавал во Флорентийском музыкальном институте, с 1871 г. заведовал кафедрой органа. Среди его учеников, в частности, Энрике Освальд.
Написал оперу «Золотая корона» (итал. La corona d'oro; 1882), оперу-буффа «Поездка в Париж» (итал. Un viaggio a Parigi), ораторию «Любовь Христова» (итал. L'amor cristiano), Торжественную мессу, фортепианный концерт, ряд камерных ансамблей, фортепианных и органных пьес.
Имя Мальони носят улица в его родном городе Понтассьеве и аудитория во Флорентийской консерватории.